# Episodi di Duel Masters WIN
Duel Masters WIN (デュエル・マスターズWIN?, Dyueru Masutāzu WIN) è stato trasmesso in Giappone dal 4 settembre 2022 al 26 marzo 2023 su TV Tokyo per un totale di 29 episodi. Le sigle sono rispettivamente Step Up di ONE N' ONLY (lett. "Fai un passo avanti") (apertura) e WINNING ROAD (lett. "STRADA VINCENTE") di Serena Kozuki (chiusura). La seconda coppia di sigle è composta da Limitless (lett. "Senza limiti") (apertura) e FLY AGAIN (lett. "VOLA ANCORA") (chiusura).

Il logo della serie

Il protagonista di questa serie è Win Kirifuda, un ragazzo di 12 anni che vive nella località balneare di Shirahama e che ama giocare a Duel Masters. Un giorno trova casualmente le carte della civiltà delle tenebre di Jashin e i suoi lacchè, gli Abyss Royale, che lo portano nell'abisso dei duelli e qui inizia ad affrontare numerose sfide. Da lì a poco la D4, una squadra composta dai quattro membri che dominano il mondo dei duelli, e il loro leader, Prince Kaiser, intrecceranno le loro strade con Win e Jashin portandoli a prendere una svolta importante.

## Lista episodi
| Nº | Titolo italiano (traduzione letterale) Giapponese 「Kanji」 - Rōmaji | In onda           | In onda |
| Nº | Titolo italiano (traduzione letterale) Giapponese 「Kanji」 - Rōmaji | Giapponese        |         |
| 1  | La resurrezione di Jashin 「邪神復活」 - Jashin fukkatsu | 4 settembre 2022  |         |
| 2  | Il serio Duema di genitori e figli 「親子の本気（ガチ）デュエマ」 - Oyako no honki (gachi) Dyuema | 11 settembre 2022 |         |
| 3  | D4 「Ｄ４」 | 18 settembre 2022 |         |
| 4  | Formazione! Il gruppo di ricerca di Chibakabura! 「結成！ チバカブラ捜索隊！」 - Kessei! Chibakabura sōsaku-tai!                                                                                               | 25 settembre 2022 |         |
| 5  | Segui il profumo dell'abisso! 「深淵(アビス)の香りを追え！」 - Shin'en (Abisu) no kaori o oe! | 2 ottobre 2022    |         |
| 6  | Si dà inizio alla Gachidue Battle! 「ガチデュエバトル開催！」 - Gachidyue Batoru kaisai! | 9 ottobre 2022    |         |
| 7  | Svelalo! Stanno barando!! 「暴け！やつらのイカサマを!!」 - Abake! Yatsura no ikasama o!! | 16 ottobre 2022   |         |
| 8  | La grande indagine criminale di ballo di Shirahama 「踊るシラハマ大捜査線」 - Odoru Shirahama dai sōsa-sen | 23 ottobre 2022   |         |
| 9  | Prince Kaiser! 「プリンス・カイザ！」 - Purinsu Kaiza! | 30 ottobre 2022   |         |
| 10 | Scontro! Il duema di un altro mondo!! 「激突！異世界デュエマ！！」 - Gekitotsu! Isekai Dyuema!! | 6 novembre 2022   |         |
| 11 | La prova del D4 「Ｄ４の証明」 - D4 no shōmei | 13 novembre 2022  |         |
| 12 | La decisione di Bowie 「ボウイの決意」 - Bōi no ketsui | 20 novembre 2022  |         |
| 13 | Stato di emergenza!! Paparin è stato licenziato?! 「緊急事態！！パパリン、クビに？！」 - Kinkyū jitai!! Paparin, kubi ni?!                                                                                     | 27 novembre 2022  |         |
| 14 | Rabbia e oscurità 「怒りと闇」 - Ikari to yami | 4 dicembre 2022   |         |
| 15 | Scontro! Win VS Kaiser! 「激突！ウィンｖｓカイザ！」 - Gekitotsu! Uin vs Kaiza! | 11 dicembre 2022  |         |
| 16 | Trova il Duel Master! 「デュエル・マスターを探せ！」 - Dyueru Masutā o sagase! | 18 dicembre 2022  |         |
| 17 | Cash! & Bebe Bebe Baby! 「キャッシュ！＆ベベベべベイビー！」 - Kyasshu! & Bebe Bebe Beibī! | 25 dicembre 2022  |         |
| 18 | Due D4 「二人のＤ４」 - Futari no D4 | 8 gennaio 2023    |         |
| 19 | Il ritmo delle tenebre 「闇の鼓動」 - Yami no kodō | 15 gennaio 2023   |         |
| 20 | Il sospettato è X 「容疑者はＸ」 - Yōgisha wa X | 22 gennaio 2023   |         |
| 21 | Rinascita!! Jabrad, drago malvagio 「復活！！邪龍ジャブラッド」 - Fukkatsu!! Jaryū Jaburaddo | 29 gennaio 2023   |         |
| 22 | Giovinezza ardente! Accademia Duemagic!! 「燃える青春！デュエマジ学園！！」 - Moeru seishun! Dyuemaji gakuen!!                                                                                                 | 5 febbraio 2023   |         |
| 23 | Occhi che brillano nell'oscurità, il codice degli shinobi 「闇に光る眼 シノビの掟」 - Yami ni hikarume shinobi no okite                                                                                        | 12 febbraio 2023  |         |
| 24 | Crollo!! Due mondi 「崩壊 ！！ふたつの世界」 - Hōkai!! Futatsu no sekai | 19 febbraio 2023  |         |
| 25 | Grande ritorno!! Il luogo dove si trova la conclusione 「大逆転！！決着の行方」 - Dai gyakuten!! Ketchaku no yukue                                                                                             | 26 febbraio 2023  |         |
| 26 | I quattro più forti 「最強の４人」 - Saikyō no 4-ri | 5 marzo 2023      |         |
| 27 | Il leggendario appaltatore di successo 「伝説の合格請負人」 - Densetsu no gōkaku ukeoinin | 12 marzo 2023     |         |
| 28 | La partenza di Win 「旅立ちのウィン」 - Tabidachi no Uin | 19 marzo 2023     |         |
| 29 | I ricordi di Shirahama ~e dell'arco dell'accademia dei duelli (Duel Wars)~ 「シラハマの思い出～そして決闘学園編（デュエル・ウォーズ）へ～」 - Shirahama no omoide ~ Soshite kettō gakuen-hen (Dyueru Uōzu) e ~ | 26 marzo 2023     |         |